# Staroklasická vokální polyfonie
Staroklasická vokální polyfonie je v dnešním chápání idealizované a zjednodušené označení vícehlasé duchovní sborové hudby období renesance bez doprovodu hudebních nástrojů. Chápali je tak zástupci cecilianismu v 19. století, kteří spatřovali vzor ve skladbách Giovanni Pierluigiho da Palestriny. Upřednostňování tzv. palestrinovského stylu mělo svůj původ v enormním dopadu, který spočíval jednak ve výjimečných hudebních kvalitách skladatele, ale též v tom, že své skladby tvořil přísně ve smyslu teologických předloh, jež stanovoval Tridentský koncil z let 1562–64. Rozmanitost regionálních a osobních stylů, jež vokální hudba renesance vykazuje, ovšem tomuto omezení neodpovídá. Zvláště skladatelé franko-vlámské školy byli podle moderního chápání považováni také za „klasiky“ staré hudby, a proto hudebníci jako např. Josquin Desprez a světské hudební formy jako chanson a madrigal bývají často řazeni ke staroklasické vokální polyfonii, pokud se tohoto problematického termínu dnes vůbec ještě používá, kvůli svému historickému vývoji. Výrazu se používá víceméně pouze v německojazyčném prostředí, mimo ně se nevžilo žádné podobné odpovídající označení.